# Вернон (Техас)
Вернон (англ. Vernon) — город в США, расположенный в северной части штата Техас. Административный центр округа Уилбаргер. Население — 11 002 человека по оценке на 2010 год.

## История
Первые упоминания о городе встречаются ещё у индейцев племени тонкава, в 1858 году, когда поселение называлось Игл-Спрингс. После гражданской войны в США рост населения в регионе позволил городу претендовать на собственный почтовый участок в 1880 году. Почтовая служба отклонила предложенное название Игл-Флэт, поскольку в Техасе уже было много городов со словом «Игл» в названии. Жители города проголосовали за переименование города в Вернон в честь Маунт-Вернон, домашнего поместья Джорджа Вашингтона. 
Между 1873 и 1890-ми годами по дороге через Вернон было перегнано более 7 миллионов голов крупного рогатого скота.

## География
Координаты Вернона: 34°08′52″ с. ш. 99°18′02″ з. д..
Согласно данным Бюро переписи населения США, площадь Вернона составляет 21,02 км2, из которых 0,12% — водная поверхность.

### Климат
Самым тёплым месяцем является июль, самая высокая температура, 48°C, была зафиксирована в 1943 году. Самым холодным месяцем является январь, самая низкая температура, -24°C, зафиксирована в 2008 году. Больше всего осадков выпадает в июне.
| Показатель                    | Янв. | Фев. | Март | Апр. | Май  | Июнь  | Июль | Авг. | Сен. | Окт. | Нояб. | Дек. |
| ----------------------------- | ---- | ---- | ---- | ---- | ---- | ----- | ---- | ---- | ---- | ---- | ----- | ---- |
| Абсолютный максимум, °C       | 31   | 34   | 39   | 39   | 44   | 48    | 46   | 48   | 43   | 41   | 33    | 32   |
| Средний суточный максимум, °C | 12   | 14   | 19   | 24   | 29   | 33    | 36   | 36   | 31   | 26   | 18    | 12   |
| Средний суточный минимум, °C  | −2   | 0    | 4    | 9    | 16   | 20    | 22   | 22   | 17   | 11   | 4     | −2   |
| Абсолютный минимум, °C        | −24  | −18  | −16  | −6   | 2    | 6     | 13   | 12   | 1    | −6   | −11   | −23  |
| Норма осадков, мм             | 29,7 | 37,1 | 56,1 | 57,2 | 84,8 | 107,7 | 53,1 | 61,7 | 80,0 | 70,9 | 42,2  | 30,7 |
| Источник: The Weather Channel |      |      |      |      |      |       |      |      |      |      |       |      |

### Смерч 1979 года
10 апреля 1979 года в Верноне и прилегающих районах округа Уилбаргер произошёл торнадо категории F4 по шкале Фудзиты. В результате смерча погибло 11 человек, была разрушена большая часть города. Смерч был частью шторма в бассейне реки Ред-Ривер. В тот же день разрушительным торнадо подверглись ближайшие крупные города, Уичито-Фолс в Техасе и Лотон в Оклахоме.

## Население
Согласно переписи населения 2010 года, в 2010 году в городе проживали 11 002 человека, 4290 домохозяйств, 2743 семьи. Расовый состав города: 75,7% — белые, 9,4% — чернокожие, 1,1% — коренные жители США, 0,8% — азиаты, 0,1% — жители Гавайев или Океании, 12,0% — другие расы, 2,6% — две и более расы. Число испаноязычных жителей любых рас составило 28,4%.
Из 4290 домохозяйств, в 28,3% проживают дети младше 18 лет. В 43,5% случаев в домохозяйстве проживают женатые пары, 14,6% — домохозяйства без мужчин, 36,1% — домохозяйства, не составляющие семью. 31,9% домохозяйств представляют из себя одиноких людей, 14,3% — одиноких людей старше 65 лет. Средний размер домохозяйства составляет 2,43 человека. Средний размер семьи — 3,06.
29,2% населения города младше 20 лет, 24,6% находятся в возрасте от 20 до 39, 30,8% — от 40 до 64, 15,5% — 65 лет и старше. Средний возраст составляет 36,7 лет.
Согласно данным опросов пяти лет с 2008 по 2012 годы, медианный доход домохозяйства в Верноне составляет 40 843 доллара США в год, средний доход семьи — 53 038 долларов. Доход на душу населения в городе составляет 20 576 долларов США. Около 13,4% семей и 18,4% населения находятся за чертой бедности. В том числе 25,4% в возрасте до 18 лет и 21,1% в возрасте 65 и старше.

## Экономика
В 1905 году компания Wichita Mill and Elevator Company владельца Фрэнка Келла из Уичито-Фолс построила завод в Верноне.
Основными предприятиями и отраслями в Верноне являются компания Tyson Foods, мясоперерабатывающий завод, завод по обработке гуара компании Rhodia, госпиталь Северного Техаса под управлением Департамента услуг здравоохранения штата Техас, исправительная академия Victory Fields (изолятор для несовершеннолетних, управляется Комиссией Техаса по молодёжи), а также исследовательский центр системы университетов A&M Texas AgriLife.
Находящееся неподалёку ранчо Уэггонера является одним из предприятий выпускающих самую разнообразную продукцию. Ранчо занимается добычей нефти, сельским хозяйством, разведением крупного рогатого скота и лошадей. Ранчо продаёт одних и самых лучших лошадей в Техасе, выведенных преимущественно от американской верховой лошади Поко Буэно.

## Образование и культура
Школьное образование в городе находится под управлением независимого школьного округа Вернон. На территории округа находятся 3 младших школы, одна средняя и одна старшая школа. На территории района также работает программа альтернативного образования, а также образовательная программа по судебной медицине для несовершеннолетних подростков в больнице Северного Техаса.
Футбольная команда старшей школы Вернона Vernon Lions до недавних пор считалась сильнейшей в дивизионе 3A. В 1990 году команда выиграла чемпионат штата и завоевала серебро за год до этого. В 2003 и 2006 годах команда выходила в полуфинал соревнований, а в 2007 году проиграла в четвертьфинале.
Первое чемпионство для школы принесла женская баскетбольная команда Lady Linos, выигравшая первенство 1984-1985 годов. Спустя год команда дошла до полуфинала соревнований.
В школе также имеется сильная теннисная команда. Команда принимала участие более чем в двадцати турнирах ассоциации теннисных тренеров Техаса подряд. Команда выиграла 6 из этих турниров и практически никогда не опускалась ниже третьего места. 

### Колледж Вернона
В Верноне находится общественный колледж, предлагающий двухлетнее обучение в областях косметологии, сестринского дела и некоторых других. Филиал колледжа располагается в Уичито-Фолс. Колледж располагает женскими командами по софтболу, волейболу, мужскими командами по бейсболу, родео. Команда родео традиционно занимает высокие места в соревнованиях колледжей.

### Культурные мероприятия
В мае в городе проходит родео «Santa Rosa Roundup», а каждые вторые выходные августа - фестиваль «Summer's Last Blast».

## Транспортная инфраструктура
Через город проходят четыре автомагистрали США: 70, 183, 283 и 287. Город располагается примерно в 80 километрах к северо-западу от Уичито-Фоллс и в 260-290 километрах от таких крупных городов, как Амарилло, Абилин, Оклахома-сити и метроплекс Даллас—Форт-Уэрт. До Амарилло и Далласа можно добраться на автобусе.
Ближайший аэродром, аэродром округа Уилбаргер, находится в 8 километрах к северу от Вернона. Ближайшим аэропортом, из которого совершаются регулярные рейсы, является муниципальный аэропорт Уичито-Фолс. Ближайшими аэропортами, из которых совершаются международные рейсы, являются международный аэропорт Далласа, аэропорт Уилла Роджерса в Оклахома-сити и международный аэропорт Рика Хасбанда в Амарилло.
Через город также проходит железная дорога из Форта-Уэрт в Амарилло компании BNSF Railway.

## Известные люди
- Кеннет Стар — американский юрист, независимый прокурор, федеральный судья. Обвинитель по делу об импичменте президента США Клинтона. Человек года по версии журнала Тайм. Президент Бэйлорского университета в Уэйко.
- Рой Орбисон —  американский музыкант, пионер рок-н-ролла.
- Энн Данхэм —  американский антрополог и мать 44-го президента США Барака Обамы.